# Lady Snowblood
Lady Snowblood (修羅雪姫 Shurayuki-hime?) es un manga escrito por Kazuo Koike e ilustrado por Kazuo Kamimura, serializado en la revista Weekly Playboy, de la editorial Shūeisha. Esta fue traducida y publicada en inglés a cuatro volúmenes por Dark Horse Comics entre el 2005 y 2006. 
Lady Snowblood se centra en Oyuki, una asesina que busca venganza contra los bandidos que asesinaron a su padre y violaron a su madre, usando su astucia como arma.
El manga fue adaptado en una película en imagen real de mismo título protagonizada por Meiko Kaji en 1973. Fue seguida por Lady Snowblood 2: Love Song de venganza en 1974. En 2001, el manga se adaptó para la película de ciencia ficción de acción La Princesa Blade, protagonizada por Yumiko Shaku.

## Sinopsis
En Japón, durante la era Meiji, Sayo Kashima está en la cárcel por homicidio. Mataron a su marido y a su hijo, y luego la violaron durante dos días y dos noches. En un descuido de uno de sus captores pudo matarlo, y por eso cumple ahora condena. Pero ella, ni olvida ni perdona. Quiere venganza, pero la cadena perpetua le impide cumplirla. Por eso queda embarazada de una niña, que la vengará. Syura-Yuki Hime es la terrible asesina a sueldo Lady Snowblood, que vende sus servicios muy caros. Entre trabajo y trabajo, buscará la manera de vengar la memoria de su madre, y limpiar su nombre.

## Curiosidades
- Quentin Tarantino se inspiró en este manga para la realización de su película "Kill Bill".

- Fue llevaba a la gran pantalla en dos ocasiones: Lady Snowblood y "Lady Snowblood 2: Love Song Of Vengeance"

- Datos: Q16931816